# Tašuľa
Tašuľa – wieś (obec) na Słowacji położona w kraju koszyckim, w powiecie Sobrance. Pierwsze wzmianki o miejscowości pochodzą z 1288 roku.
Według danych z dnia 31 grudnia 2012 roku, wieś zamieszkiwały 202 osoby, w tym 106 kobiet i 96 mężczyzn.
W 2001 roku rozkład populacji względem narodowości i przynależności etnicznej wyglądał następująco:
- Słowacy – 94,52%
- Romowie – 3,2%
- Ukraińcy – 0,46%
- Węgrzy – 1,83%

Ze względu na wyznawaną religię struktura mieszkańców kształtowała się w 2001 roku następująco:
- Katolicy rzymscy – 19,63%
- Grekokatolicy – 8,68%
- Ewangelicy – 0%[a]
- Prawosławni – 0,46%
- Ateiści – 2,74%